# Федеральный Университет Сержипи
Федеральный университет Сержипи (порт. Universidade Federal de Sergipe — UFS) — государственный университет штата Сержипи (Северо-восточный регион Бразилии). Штаб-квартира в городе Сан-Кристован, также кампусы университета расположены в городах Аракажу, Итабаяна, Ларанжейрас и Лагарту. Основан в 1967 году в результате объединений нескольких колледжей штата, став вторым университетом Сержипи (первым был частный Университет Тирадентеса, основанный в 1962 году), и первым, и пока единственным, государственным. Самое авторитетное и обсуждаемое высшее учебное заведение штата,, входит в число 40 лучших университетов страны и 200 лучших в странах Латинской Америки.

## История
Разрешение федеральных властей на создание высших учебных заведений штат Сержипи получил ещё в 1920-х годах, но первые институты такого типа — Колледж экономических наук (порт. Faculdade de Ciências Economicas) и Химическая школа (Escola de Química) — открылись только в 1948 году как независимые государственные колледжи штата. За ними последовали Юридический колледж (Faculdade de Direito, 1950 год), Католический колледж философии (Faculdade Católica de Filosofia, 1950 год), Школа социальной службы (Escola de Serviço Social, 1954 год) и Колледж медицинских наук (Medical Sciences College, 1961). С открытием медицинского колледжа штат достиг минимального количества учреждений (шесть) для образования университета и в 1963 году начался процесс создания университета, который был завершён в 1967 году принятием декрета-закона № 269, вступившего в силу 15 мая 1968 года. Став официально признанным университетом, UFS не располагал надлежащим кампусом, а его факультеты были разбросаны по всей столице штата Аракажу.

## Известные студенты и преподаватели
- Эдвалдо Ногейра[порт.], политик, мэр Аракажу (2006—2013 и с 2017)
- Эдуардо Аморин[порт.], политик, депутат и сенатор от Сержипи
- Рожерио Карвалью[порт.], врач и политик, бывший секретарь штата по вопросам здравоохранения, федеральным депутатом от Сержипи.
- Антонио Карлос Валадареш[порт.], химик, адвокат и политик, губернатор Сержипи (1987—1991)
- Албано Франко[порт.], предприниматель, адвокат и политик, губернатор Сержипи (1995—2003)
- Марсело Деда[порт.], адвокат и политик, губернатор Сержипи (2007—2013)
- Карлос Айрес Бритту[порт.], юрист, профессор и поэт, член Федерального Верховного Суда (2003—2012)
- Джексон Баррето[порт.], адвокат и политик, губернатор Сержипи (2013—2018)
- Мендонса Праду[порт.], адвокат и политик, депутат от Сержипи
- Жозе Алмейда Лима[порт.], адвокат и политик, депутат и сенатор от Сержипи
- Ана Лусия Виейра Менезес[порт.], политик и депутат